# Gallicano nel Lazio
Gallicano nel Lazio és un comune (municipi) de la ciutat metropolitana de Roma, a la regió italiana del Laci, situat uns 25 km a l'est de Roma, als peus dels Monti Prenestini. L'1 de gener de 2018 tenia 6.343 habitants.
Galicano nel Lazio limita amb els municipis de Palestrina, Roma i Zagarolo.

## Història
En l'època romana, era conegut com a "Pedum". Un castell anomenat Castrum Gallicani és esmentat aquí l'any 984. Un monestir benedictí va créixer l'any següent, propietat posteriorment de l'abadia de Sant Pau Extramurs. Gallicano va ser possessió de la família Colonna des del segle xiii i el papa artí V (un Colonna) va residir-hi el 1424.
El 1501 els Borja la van conquerir, encara que va ser retornada als Colonna després de la mort del papa Alexandre VI. El castell va ser destruït el 1526 i reconstruït quatre anys més tard. El 1622 la família Ludovisi va adquirir Gallicano, i els Rospigliosi Pallavicini ho van fer el 1633, i el va mantenir fins al 1839.